# ماداوالا (استان شرقی)
ماداوالا (به لاتین: Madawala) یک منطقهٔ مسکونی در سری‌لانکا است که در استان مرکزی (سری‌لانکا) واقع شده‌است.